# Elizabeth Choy

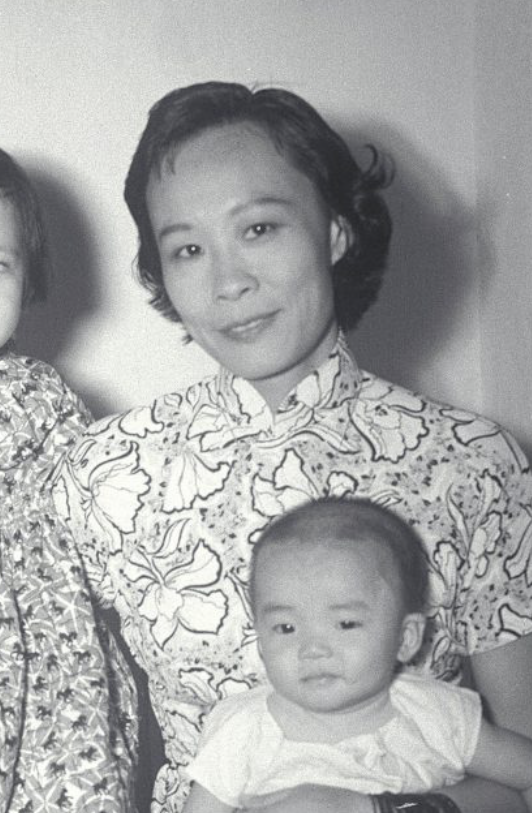
E. Choy (1953)

Elizabeth Choy Su-Moi OBE (* 29. November 1910 als Yong Su Mei in Kudat, Sabah in Nordborneo; † 14. September 2006) war eine singapurische Kriegsheldin Hakka-chinesischer Abstammung.
Während des Zweiten Weltkrieges wurde sie von den Japanern 200 Tage inhaftiert. Sie wurde nach dem Krieg als Kriegsheldin in Singapur bekannt. Anschließend wurde sie im Jahre 1951 Mitglied des Legislative Council als erste und bislang einzige Frau.
Zuletzt war sie Lehrerin an einer Blindenschule.
Sie starb im Alter von 95 Jahren an Krebs. Nach ihrer Diagnose weigerte sie sich, sich behandeln zu lassen, da sie bereit war „in den Himmel zu gehen“.